# 本間重三
本間 重三（ほんま じゅうぞう、1909年（明治42年）10月5日 - 1964年（昭和39年）11月4日）は、昭和時代の政治家。山形県酒田市長。

## 経歴
酒田本間氏の一族、本間鐐吉の二男として生まれ、兄鉄之助の跡を継ぐ。山形県立酒田中学校を経て東京商科大学を卒業し、1933年（昭和8年）より酒田市役所にて勤務する。庶務課長、考査役、総務課長と歴任したのち、1946年（昭和21年）青塚恒治前市長が公職追放となると市長代行者に選任された。翌年の1947年（昭和22年）4月には公選初代酒田市長に就任。3期12年に渡り務め、1959年（昭和34年）に退任した。
市長在任中は、戦後復旧、酒田病院設立などに尽瘁した。墓所は酒田浄福寺。